# Le Chat noir
Pour les articles homonymes, voir Chat noir (homonymie).
Le Chat noir ou Chat-Noir est un célèbre cabaret de Montmartre fondé en novembre 1881 par Rodolphe Salis, qui fut aussi à l'origine de la revue hebdomadaire du même nom, et disparu en 1897.
Une goguette, la Goguette du Chat-Noir, se réunissait dans ce cabaret.
Deux ans après la mort de Rodolphe Salis survenue en 1897, le cabaret est racheté par le chansonnier montmartrois Henri Dreyfus dit Fursy et rebaptisé La Boîte à Fursy.

## Le cabaret du Chat noir
Situé au pied de la butte Montmartre au 68, boulevard de Clichy dans le 18e arrondissement de Paris, le cabaret du Chat noir fut l'un des grands lieux de rencontre du Tout-Paris et le symbole de la Bohème à la fin du XIXe siècle. Animé par le peintre catalan Pere Romeu, le lieu, célèbre pour ses ombres chinoises, est le précurseur d'Els Quatre Gats, à Barcelone, fréquenté par Picasso.

### Le premier établissement, 84, bd de Rochechouart

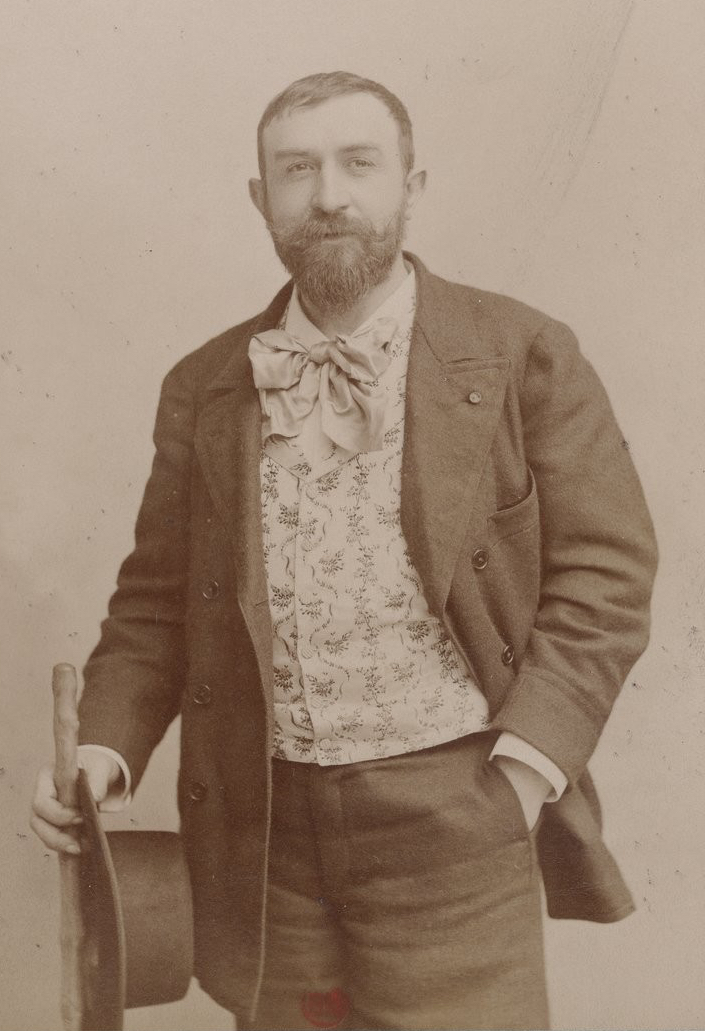
Rodolphe Salis, photographie anonyme non sourcée.

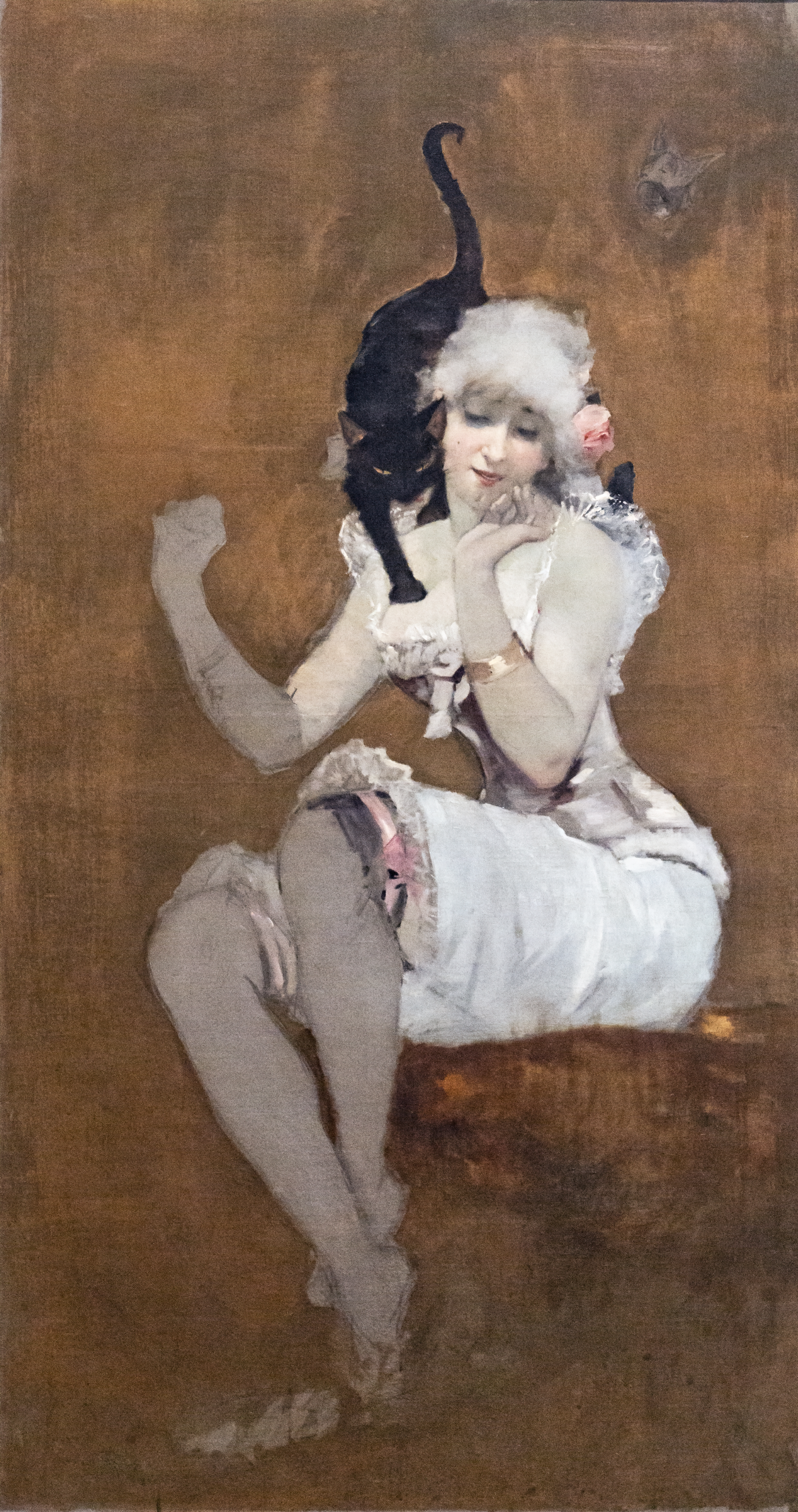
Adolphe Willette, Une paire d'amis (Femme et Chat noir), vers 1881.

Fils d'un limonadier de Châtellerault, Rodolphe Salis (1851-1897), arrivé à Paris en 1872, gagna d'abord médiocrement sa vie comme artiste en fabriquant des objets de piété, avant de concevoir l'idée d'associer art et débit de boisson. Il imagina de créer un café « du plus pur style Louis XIII… avec un lustre en fer forgé de l'époque byzantine et où les gentilshommes, les bourgeois et manants seraient dorénavant invités à boire l'absinthe habituelle de Victor Hugo (celle que préférait Garibaldi) et de l'hypocras dans des coupes d'or ».
En réalité, le Chat noir, ouvert en novembre 1881, commença par servir du mauvais vin dans un décor sommaire, mais déjà, à la porte, les clients étaient accueillis par un suisse splendidement chamarré, couvert d'or des pieds à la tête, chargé de faire entrer les peintres et les poètes tout en laissant dehors les « infâmes curés et les militaires ». Le premier Chat-Noir était situé dans deux petites pièces, boulevard de Rochechouart. Il dut son nom à un chat noir perdu sur le trottoir que Salis trouva pendant les travaux. Progressivement, le décor fut amélioré pour donner un aspect pseudo-historique évocateur de l'époque de Rabelais.
Salis avait rencontré, quelque temps auparavant, Émile Goudeau qu'il avait convaincu de transférer ses Hydropathes, qui se réunissaient sur la rive gauche, dans son établissement. Très rapidement, les poètes et les chansonniers qui se produisaient au Chat-Noir attirèrent la meilleure clientèle de Paris. On venait avant tout pour les réparties spirituelles qui fusaient souvent aux dépens des clients, interpellés d'un « Tiens, t'es finalement sorti de prison ? » ou d'un « Qu'est-ce que t'as fait de ta poule d'hier ? » à un nouveau client visiblement accompagné de sa femme. Un soir, le futur roi Édouard VII y fut apostrophé en ces termes : « Eh bien regardez-moi celui-là : on dirait le prince de Galles tout pissé ! »[réf. nécessaire]
On trouvait au Chat-Noir les peintres Willette, Henri Pille, Nestor Outer, les chansonniers Aristide Bruant (qui créa la chanson emblématique Le Chat noir), Jules Jouy, Léon Durocher, Pierre Trimouillat, Dominique Bonnaud, Jean Goudezki et son ami l'humoriste Alphonse Allais et les poètes Georges Lorin, Charles Cros, Albert Samain, Maurice Rollinat, Maurice Mac-Nab, Jean Richepin, Jean Floux, etc. Léon Bloy, cousin d'Émile Goudeau, fut un habitué. Il publia dans la Revue du Chat-Noir de nombreux articles de critique littéraire repris pour la plupart dans ses Propos d'un entrepreneur de démolitions (1884). Rodolphe Salis eut l'idée d'installer un piano, ce qui était une première dans un cabaret, de sorte que la chanson de cabaret vit véritablement le jour au Chat-Noir.

### La nouvelle enseigne, 12, rue de Laval (rue Victor-Massé)

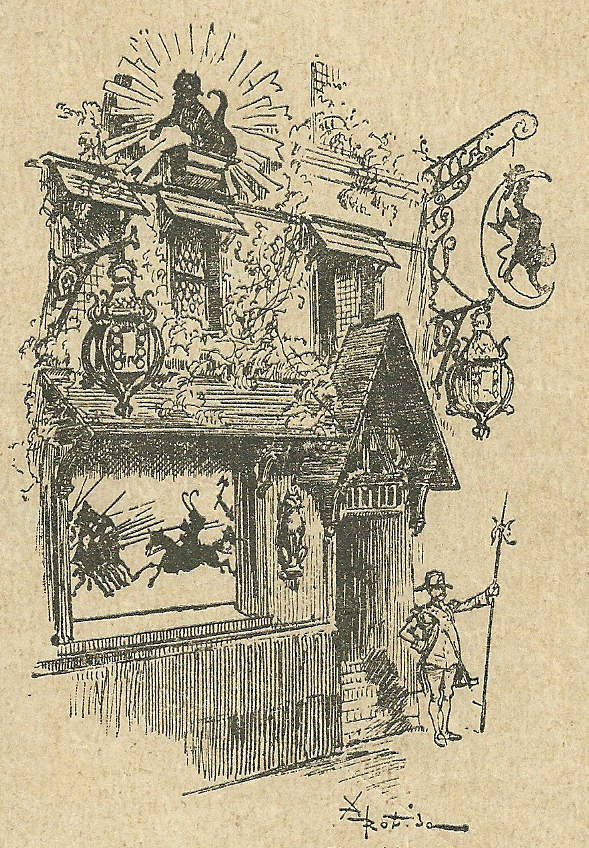
Le cabaret du Chat noir vu par Albert Robida, avec son Suisse splendidement chamarré chargé d'accueillir les visiteurs, le chat rayonnant et les deux énormes lanternes dessinées par Eugène Grasset.

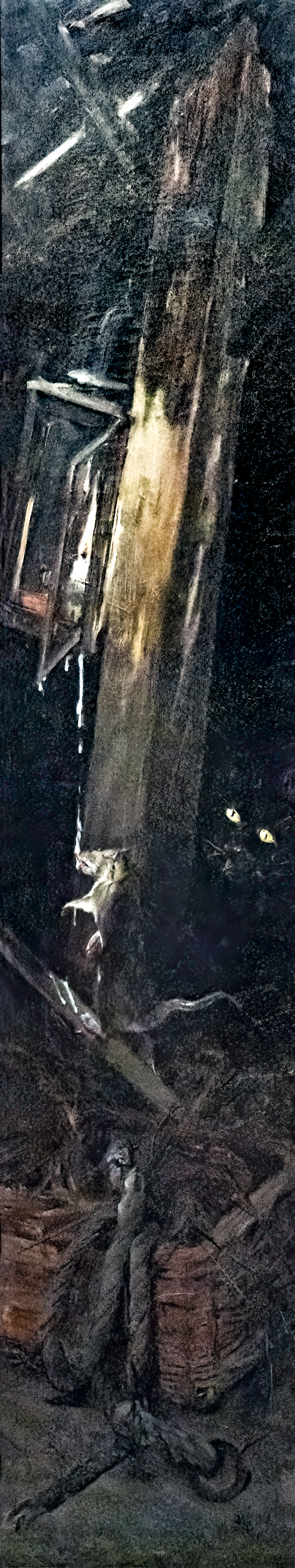
Chat noir tuant un rat par Alfred Méry

Le succès aidant, Salis transféra le cabaret dans un immeuble de trois étages situé à proximité au 12, rue de Laval (aujourd'hui rue Victor-Massé). Dans les différentes salles, il fit réaliser des décors pseudo-historiques, sous l'égide d'illustrateurs tels que Henri Rivière et Caran d'Ache. Il créa également, avec l'aide d'Henri Rivière, un théâtre d'ombres en couleurs sur lequel furent donnés de véritables petits chefs-d'œuvre dont la musique était composée par Georges Fragerolle. Il déménagea peu après pour s'installer au 68, boulevard de Clichy.
L'établissement de la rue de Laval déploie toute l'identité éclectique et pittoresque voulue par Salis. Deux grosses lanternes dessinées par Eugène Grasset, de style néo-médiéval, ornent le premier étage de la façade. Au deuxième étage, au centre de la façade, un énorme blason place un chat noir en terre cuite, réalisé par Alexandre Charpentier, au centre d'une « gloire » d'autel, affectant la forme de rayons de soleil dorés. À l'extrémité est de la façade, l'enseigne proprement dite, en tôle peinte, est un chat noir assis sur un croissant de lune argenté, dessiné par Willette. À l'intérieur, les vitraux illuminant la grande salle du rez-de-chaussée sont l'œuvre d'Adolphe Willette, et évoquent l'épisode biblique du veau d'or. Sur les murs sont accrochés des dessins de plusieurs artistes, parmi lesquels Rodolphe Salis lui-même, George Auriol, Henri Rivière, Steinlen, Somm et Caran d'Ache. Parmi les artistes se produisant au Chat-Noir, la célèbre Betty fut immortalisée par le peintre Henri-Lucien Doucet en 1889.

### La dernière adresse, 68,boulevard de Clichy
Le Chat-Noir fut, selon Laurent Tailhade, « L'Assommoir et la Divine Comédie amalgamés » et, selon Jean Lorrain, « l'olla-podrida de tous les styles et de toutes les extravagances, le « décrochez-moi-ça » de la brocante artiste, de tout un quartier de rapins et de poètes, un musée picaresque et baroque de toutes les élucubrations de bohèmes venues s'échouer toutes là durant vingt ans, de toutes ces épaves : le mauvais goût le plus sûr à côté de trouvailles exquises ; statuettes polychromes et fresques de Willette ; envolées de nudités graciles et perverses, fouettées de roses et nimbées d'or, et hiboux empaillés, fers forgés et chats de faïence ; vitraux allégoriques, étourdissants de couleur et de cruelle modernité, et bas-reliefs enluminés ; musique de Delmet et chansons de Xanrof… Le Chat-Noir, l'hostellerie artistico-commerciale du gentilhomme Salis, seigneur de Chatnoirville-en-Vexin, où d'une main bénissante un malin compagnon à moustaches de reître débitait des chansons, des sonnets, des pochades, des œufs durs et des bocks assaisonnés de gloire dans le décor le plus miraculeusement truqué. »
De nombreux cabarets de par le monde ont pris ce nom depuis. En son temps, le Chat-Noir connut des imitations dont la plus célèbre fut L'Abbaye de Thélème, place Pigalle, créée par Jules Roques. Le très fameux bal qui ouvre chaque année la saison du carnaval de Dunkerque porte en l'honneur du cabaret parisien le nom de « Bal du Chat-Noir ».
L'enseigne du Chat-Noir dessinée par Adolphe Léon Willette, en tôle peinte, qu'on peut apercevoir sur le dessin de Robida montrant l'extérieur du cabaret, est aujourd'hui conservée au musée Carnavalet à Paris.
En 1939, le cabaret possède une enseigne au néon figurant le chat noir sur la lune, inspirée de l'enseigne créée par Willette.
La chanson Au Chat-Noir, écrite et chantée par Aristide Bruant, met en scène les tribulations — embrumées au fil des couplets par une dose croissante d'alcools variés — d'un promeneur parisien qui « cherche fortune tout autour du Chat-Noir, à Montmartre le soir », son refrain a été repris dans une autre version aux paroles plus surréalistes, qui était un classique des monômes d'étudiants jusqu'aux années 1960.

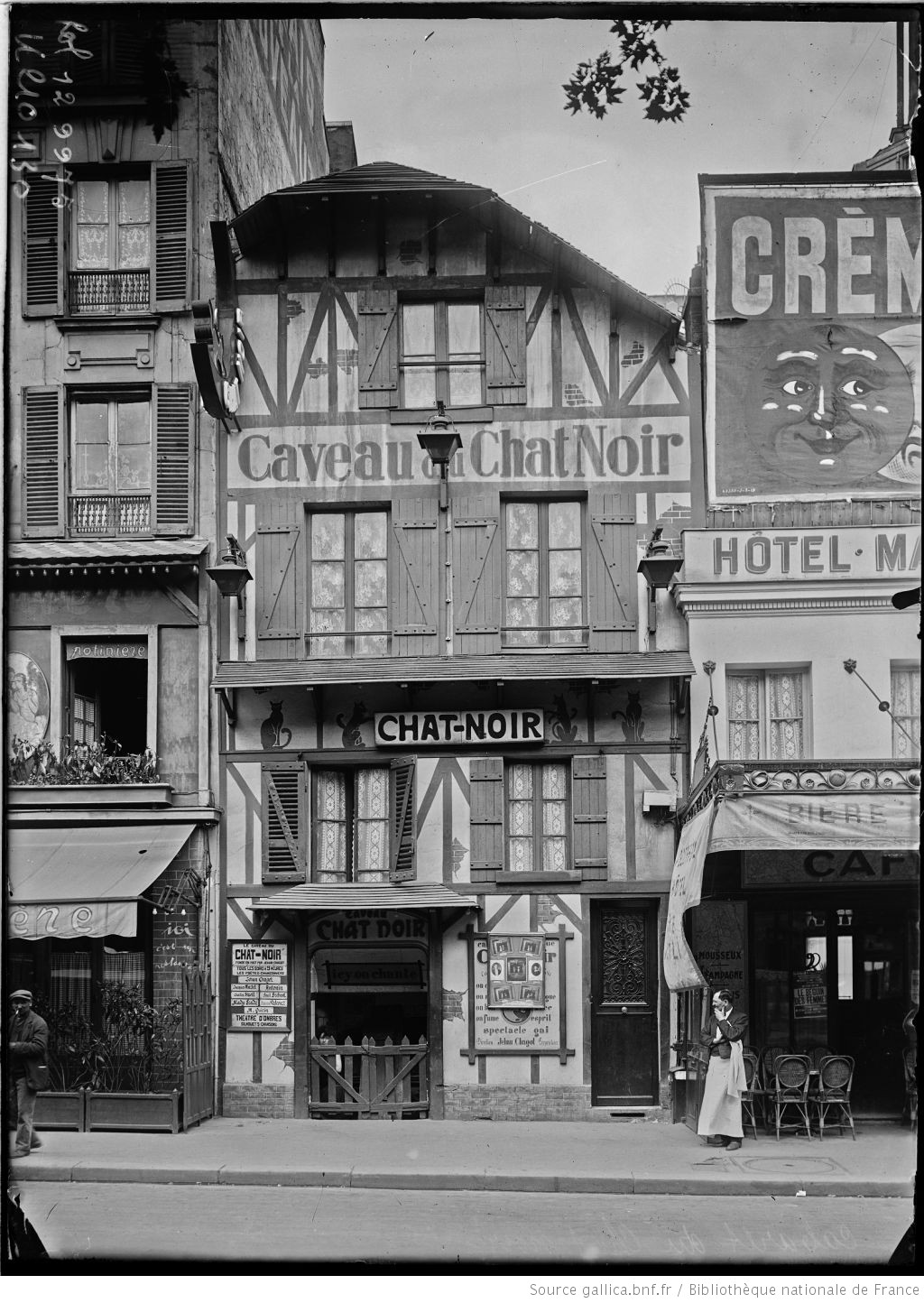
Cabaret du Chat noir [photographie de presse/ Agence Rol], juin 1928
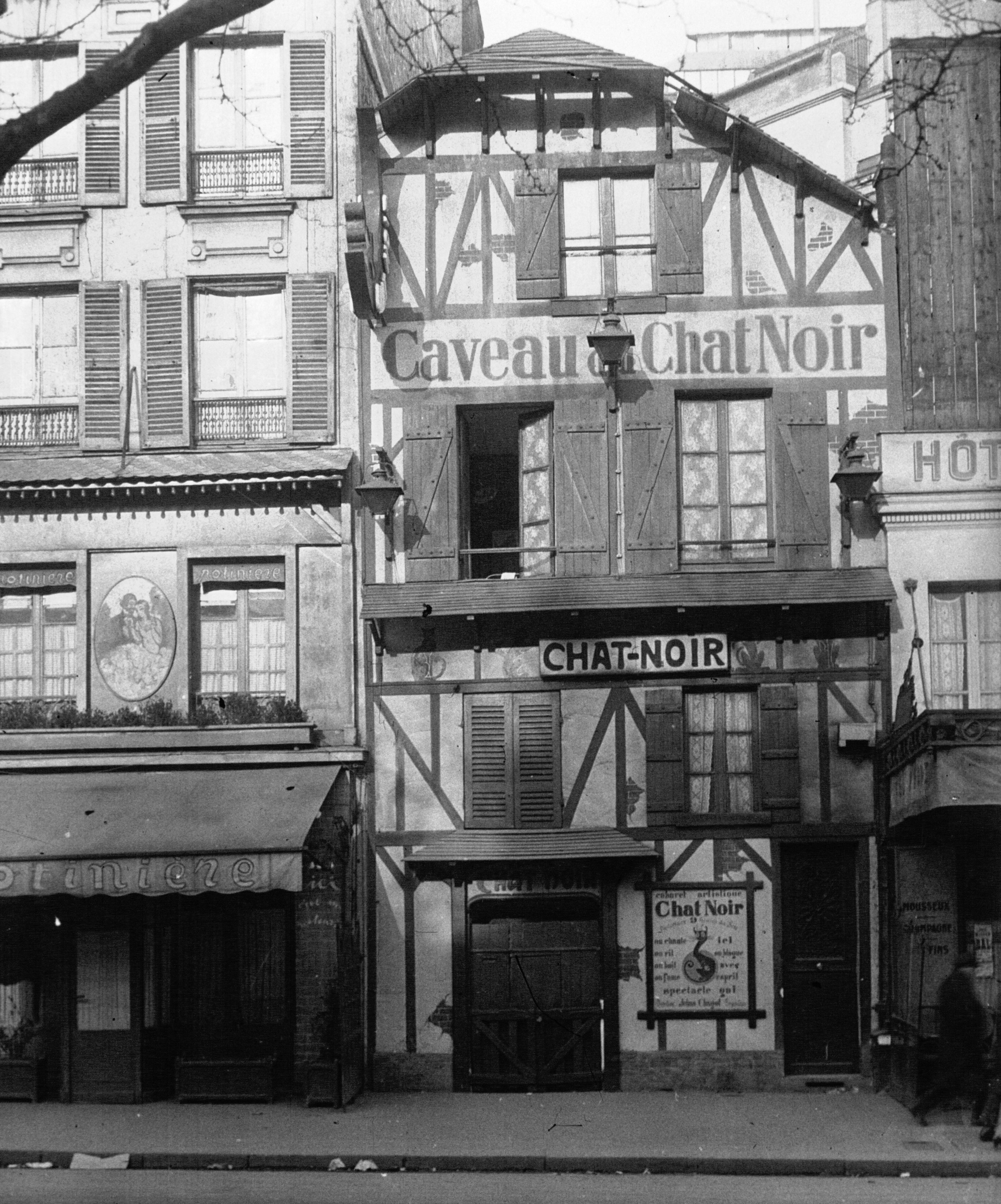
Le Chat noir, boulevard de Clichy, en 1929. Sur la façade on lit : Caveau du Chat-Noir.
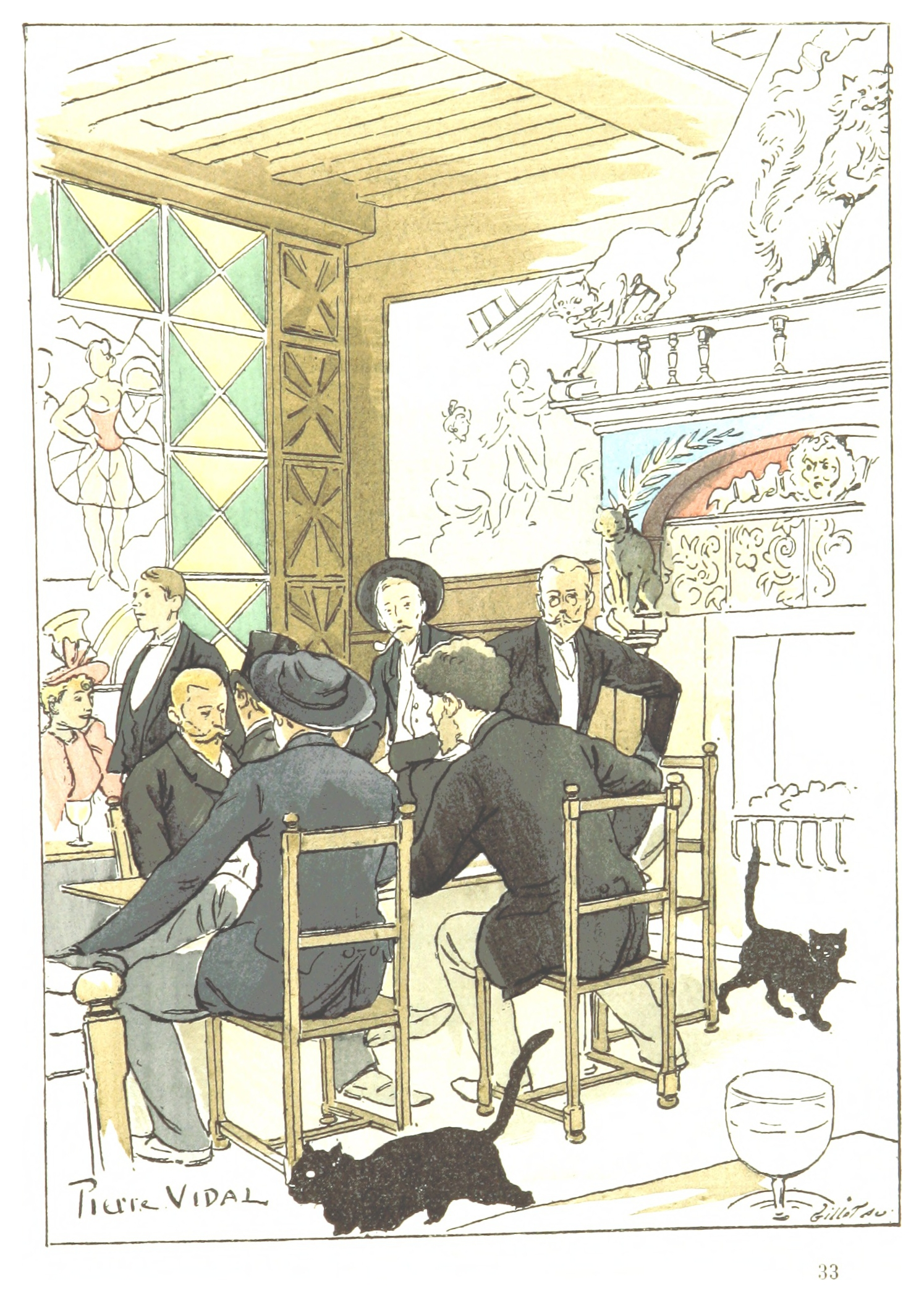
Au Chat noir, dessin de  Pierre Vidal (1849-1913) extrait de tableaux de Paris qui consomme

## La revueLe Chat noir

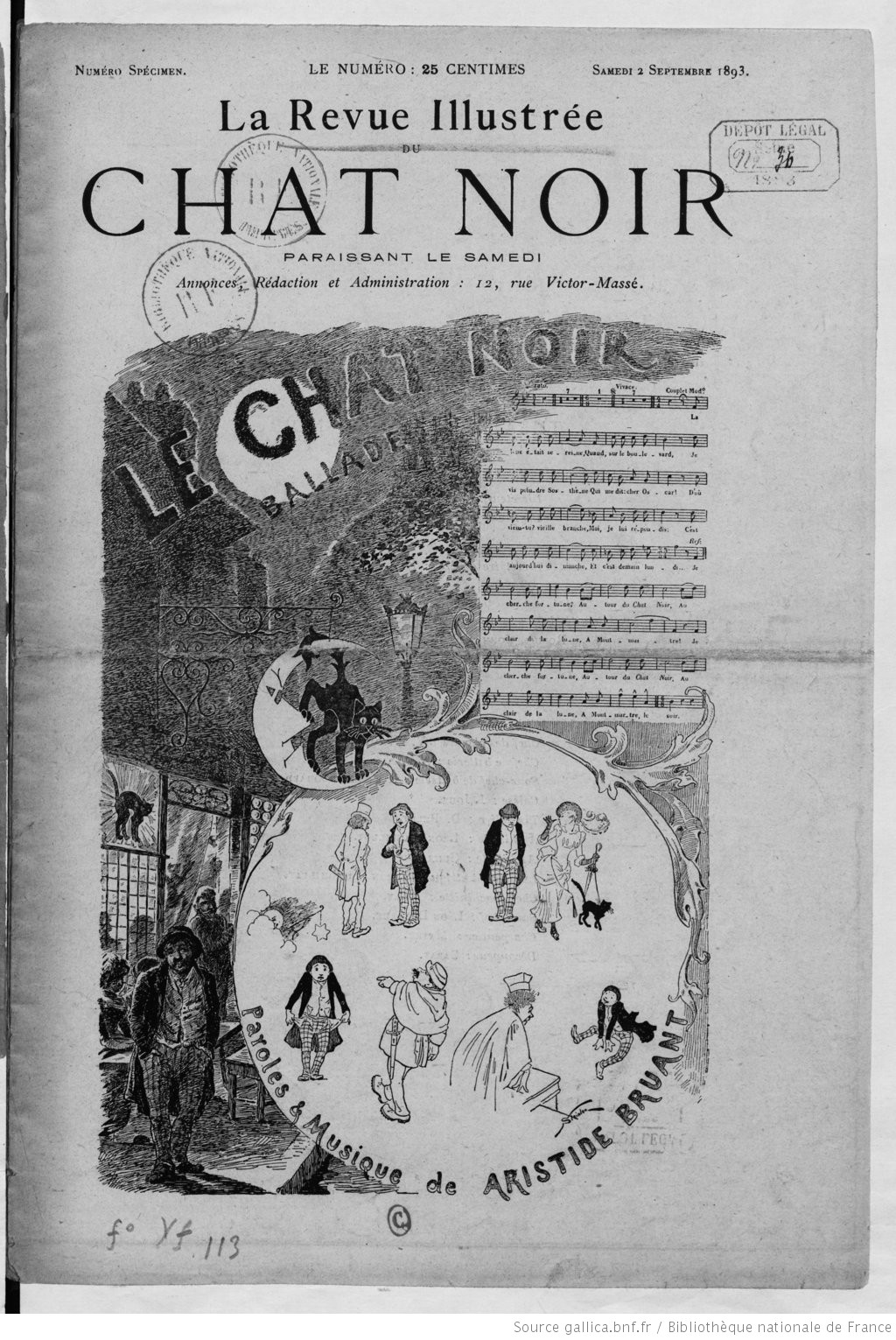
Le Chat noir, couverture de 1893

Également connu sous le titre « La Revue illustrée du Chat noir », cet hebdomadaire est créé par Rodolphe Salis et Émile Goudeau pour assurer la promotion du cabaret. 688 numéros paraissent du 14 janvier 1882 à mars 1895, puis 122 numéros supplémentaires dans une seconde série dont le dernier est publié le 30 septembre 1897. Elle incarne l'esprit « fin de siècle » et a pour collaborateurs les chansonniers et les poètes qui se produisent dans le cabaret ainsi que les artistes qui l'ont décoré : Caran d'Ache y donne des scènes militaires et Willette des Pierrots et des Colombines.
Le Chat noir fut un des premiers à publier de petits articles de Jean Lorrain. On y trouve la signature d’auteurs célèbres comme Paul Verlaine, Jean Richepin ou encore Léon Bloy, le tout illustré, entre autres, par Théophile Alexandre Steinlen.
Jules Roques, qui avait imité le cabaret du Chat-Noir au café-cabaret L'Abbaye de Thélème, imita également la revue avec Le Courrier français.

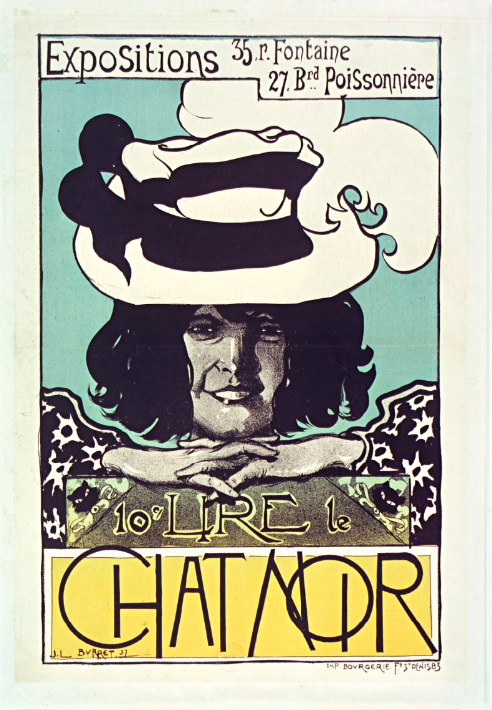
Lire le Chat noir, affiche lithographiée (1897) de Léonce Burret, sur une exposition d'images tirées du périodique.

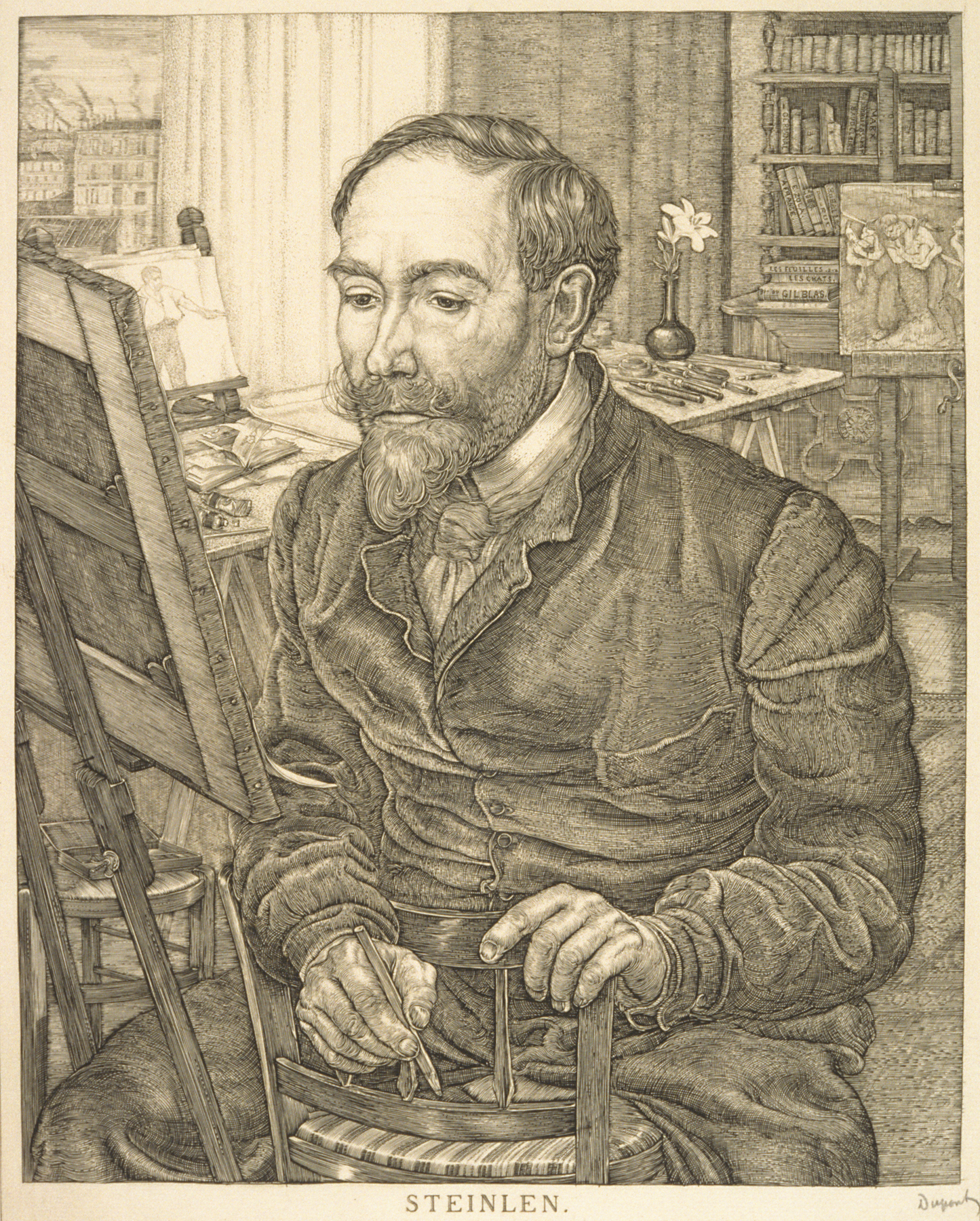
Steinlen, gravure par Pieter Dupont.
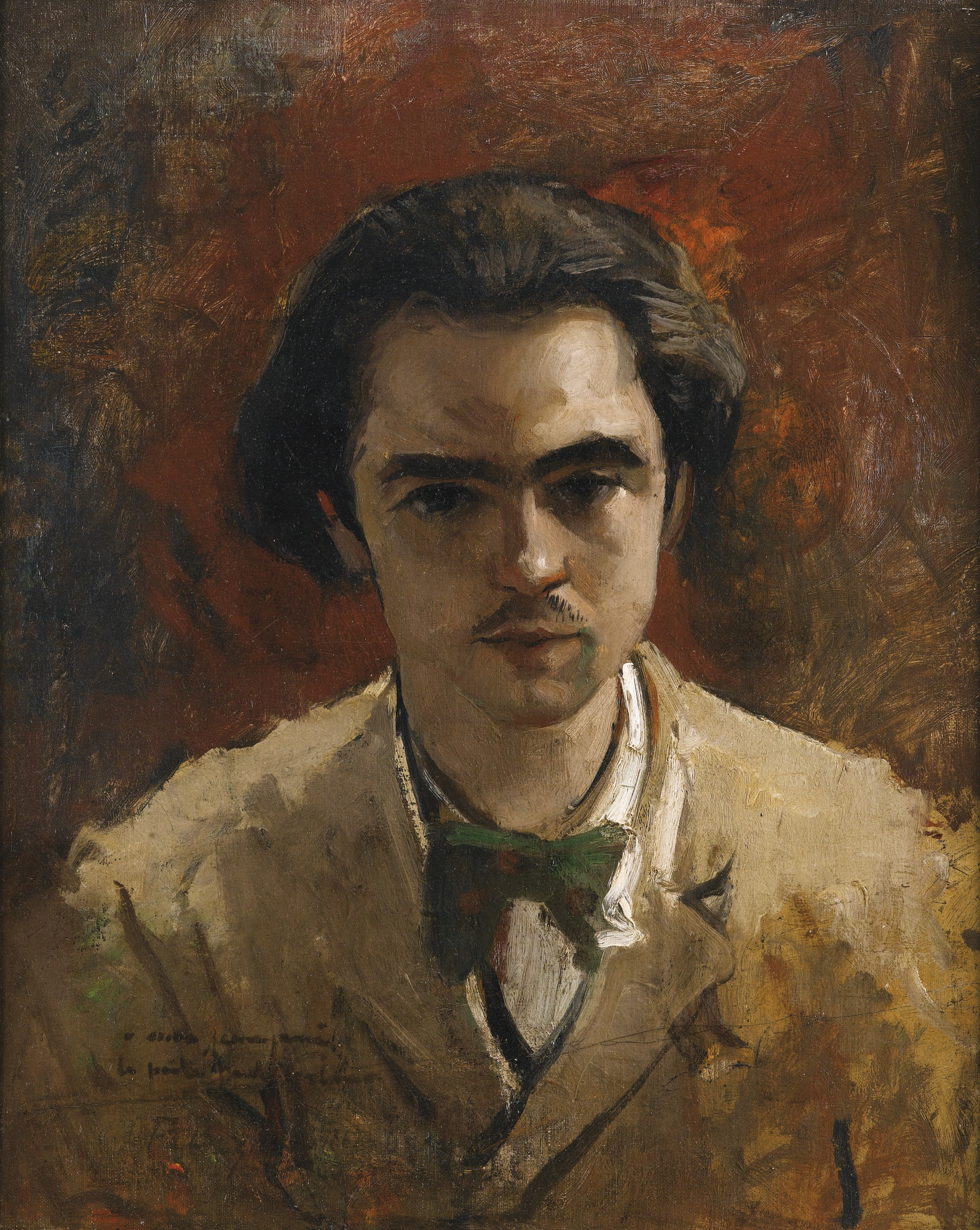
Paul Verlaine jeune homme, huile sur toile de Frédéric Bazille signée F. Bazille et datée 1867, toile anciennement attribuée à Gustave Courbet[15].
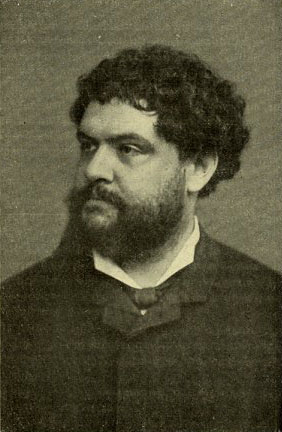
Jean Richepin photographié par Nadar.

On compte encore parmi les collaborateurs de la revue Le Chat noir les illustrateurs suivants : Döes, Fernand Fau, Nestor Outer, Godefroy, Uzès, Poirson, Gustave Verbeck, Marcel Capy, Lucien Pissarro ou encore Henri de Sta.

## Légende autour du Chat noir
Une légende autour du Chat noir est née dans le milieu ésotérique français après la publication en 1930 des Demeures philosophales de l'alchimiste fictif Fulcanelli. Le cabaret aurait été jusqu'à la mort de Salis « un centre ésotérique et politique » qui aurait attaché une grande importance à toute une série de symboles soigneusement dissimulés.
L'orientation « homosexuelle » du lieu (on parlait encore de « pédérastie » ou d'« inversion » à l'époque) fut également suggérée, et cela du fait notamment de la présence régulière de Paul Verlaine, Jean Richepin, Jean Lorrain ou de l'étrange Louis Le Cardonnel – un jeune poète intime de Verlaine et futur prêtre. Mais cette orientation était fréquente alors dans les lieux interlopes et artistiques de ce type.

## L'afficheTournée du Chat noirdans la culture populaire
Le cabaret est vraisemblablement resté célèbre notamment grâce à l'affiche Tournée du Chat noir créée par Théophile Alexandre Steinlen en 1896, qui fait l'objet de nombreuses reproductions. Elle est ainsi devenue un des symboles parmi tant d'autres du pittoresque parisien, et son image se retrouve dans quantité de produits dérivés vendus dans les magasins touristiques de la capitale française.
De nombreuses références graphiques à l'affiche ont été faites par divers artistes depuis, ainsi que des citations directes. L'artiste contemporain Chanoir a par exemple choisi son pseudonyme en référence à elle.

## Films
Le cabaret du Chat-Noir apparaît dans plusieurs films, citons :
- Messieurs les ronds-de-cuir d'Henri Diamant-Berger d'après le roman de Georges Courteline.